# فيليب جورجيت
فيليب جورجيت (بالفرنسية: Philippe Georget)‏ هو كاتب وصحفي فرنسي، ولد في 27 أغسطس 1963 في ابيني-سور-سين في فرنسا.